# Onthophagus susterai
Onthophagus susterai là một loài bọ cánh cứng trong họ Bọ hung (Scarabaeidae).